# Dolichoderus nitidus
Dolichoderus nitidus é uma espécie de formiga do gênero Dolichoderus.